# Dominika Kopińska
Dominika Kopińska (ur. 11 października 1999 w Nowem) – polska piłkarka, grająca na pozycji napastnika. Występuje we francuskiej drużynie Fleury 91 i w reprezentacji Polski. 2-krotna królowa strzelczyń Ekstraligi.

## Sukcesy indywidualne

### Królowa strzelcówEkstraligi
- 2021/2022 (20 bramek, UKS SMS Łódź)[4]
- 2022/2023 (20 bramek, UKS SMS Łódź)[5]